# Élections législatives de 1988 dans l'Ain
Les élections législatives françaises de 1988 se déroulent les 5 et 12 juin 1988. Dans le département de l'Ain, quatre députés sont à élire dans le cadre de quatre circonscriptions.

## Élus
| Circonscription | Député sortant        | Parti                 | Parti                 | Député élu ou réélu | Parti | Parti     |
| --------------- | --------------------- | --------------------- | --------------------- | ------------------- | ----- | --------- |
| 1re             | Scrutin proportionnel | Scrutin proportionnel | Scrutin proportionnel | Jacques Boyon       |       | RPR       |
| 2e              | Scrutin proportionnel | Scrutin proportionnel | Scrutin proportionnel | Lucien Guichon      |       | RPR       |
| 3e              | Scrutin proportionnel | Scrutin proportionnel | Scrutin proportionnel | Charles Millon      |       | UDF (PR)  |
| 4e              | Scrutin proportionnel | Scrutin proportionnel | Scrutin proportionnel | Michel Voisin       |       | UDF (CDS) |

## Positionnement des partis
L'UDF et le RPR se présentent unis sous l'étiquette « Union du Rassemblement et du Centre » tandis que les candidats du Parti socialiste se rangent sous la bannière de la « Majorité présidentielle pour la France unie », slogan de la campagne présidentielle de François Mitterrand.

## Résultats

### Résultats à l'échelle du département
| Parti          | Parti                               | Premier tour | Premier tour | Second tour | Second tour | Sièges |
| Parti          | Parti                               | Voix         | %            | Voix        | %           | Sièges |
| -------------- | ----------------------------------- | ------------ | ------------ | ----------- | ----------- | ------ |
|                | Union pour la démocratie française  | 38 552       | 22,18        | 27 188      | 18,21       | 2      |
|                | Rassemblement pour la République    | 37 902       | 21,81        | 50 667      | 33,93       | 2      |
|                | Divers droite                       | 3 028        | 1,74         |             |             | 0      |
|                | Union du Rassemblement et du Centre | 79 482       | 45,73        | 77 855      | 52,14       | 4      |
|                |                                     |              |              |             |             |        |
|                | Parti socialiste                    | 47 599       | 27,39        | 47 592      | 31,87       | 0      |
|                | Mouvement des radicaux de gauche    | 16 950       | 9,75         | 23 872      | 15,99       | 0      |
|                | Divers gauche                       | 774          | 0,45         |             |             | 0      |
|                | La France Unie                      | 65 323       | 37,59        | 71 464      | 47,86       | 0      |
|                |                                     |              |              |             |             |        |
|                | Front national                      | 17 177       | 9,88         |             |             | 0      |
|                | Parti communiste français           | 10 615       | 6,11         | 0           |             |        |
|                | Extrême gauche                      | 1 199        | 0,69         | 0           |             |        |
|                |                                     |              |              |             |             |        |
| Inscrits       | Inscrits                            | 285 317      | 100,00       | 218 463     | 100,00      | 4      |
| Abstentions    | Abstentions                         | 108 571      | 38,05        | 66 482      | 30,43       |        |
| Votants        | Votants                             | 176 746      | 61,95        | 151 981     | 69,57       |        |
| Blancs et nuls | Blancs et nuls                      | 2 950        | 1,67         | 2 662       | 1,75        |        |
| Exprimés       | Exprimés                            | 173 796      | 98,33        | 149 319     | 98,25       |        |

### Résultats par circonscription

#### Première circonscription (Bourg-en-Bresse)
| Candidat              | Candidat                       | Parti          | Premier tour | Premier tour | Second tour | Second tour |  |
| Candidat              | Candidat                       | Parti          | Voix         | %            | Voix        | %           |  |
| --------------------- | ------------------------------ | -------------- | ------------ | ------------ | ----------- | ----------- |  |
|                       | Jacques Boyon élu              | RPR (URC)      | 20 321       | 46,65        | 26 307      | 52,43       |  |
|                       | Dominique Saint-Pierre sortant | MRG (PS)       | 16 950       | 38,92        | 23 872      | 47,57       |  |
|                       | Bernard Aulagne                | FN             | 3 109        | 7,14         |             |             |  |
|                       | Lionel Mornet                  | PCF            | 1 977        | 4,54         |             |             |  |
|                       | Régis Pujol                    | PNPG           | 1 199        | 2,75         |             |             |  |
|                       |                                |                |              |              |             |             |  |
| Inscrits              | Inscrits                       | Inscrits       | 71 867       | 100,00       | 71 856      | 100,00      |  |
| Abstentions           | Abstentions                    | Abstentions    | 27 652       | 38,48        | 20 878      | 29,06       |  |
| Votants               | Votants                        | Votants        | 44 215       | 61,52        | 50 978      | 70,94       |  |
| Blancs et nuls        | Blancs et nuls                 | Blancs et nuls | 659          | 1,49         | 799         | 1,57        |  |
| Exprimés              | Exprimés                       | Exprimés       | 43 556       | 98,51        | 50 179      | 98,43       |  |
| Source : Data.gouv.fr |                                |                |              |              |             |             |  |

#### Deuxième  circonscription (Oyonnax)
| Candidat       | Candidat           | Parti          | Premier tour | Premier tour | Second tour | Second tour |  |
| Candidat       | Candidat           | Parti          | Voix         | %            | Voix        | %           |  |
| -------------- | ------------------ | -------------- | ------------ | ------------ | ----------- | ----------- |  |
|                | Lucien Guichon élu | RPR (URC)      | 17 581       | 42,63        | 24 360      | 53,54       |  |
|                | Gérard Lora-Tonet  | PS             | 14 163       | 34,34        | 21 141      | 46,46       |  |
|                | Emmanuel Leroy     | FN             | 5 472        | 13,27        |             |             |  |
|                | Fernand Roustit    | PCF            | 4 022        | 9,75         |             |             |  |
|                |                    |                |              |              |             |             |  |
| Inscrits       | Inscrits           | Inscrits       | 67 784       | 100,00       | 67 772      | 100,00      |  |
| Abstentions    | Abstentions        | Abstentions    | 25 788       | 38,04        | 21 331      | 31,47       |  |
| Votants        | Votants            | Votants        | 41 996       | 61,96        | 46 441      | 68,53       |  |
| Blancs et nuls | Blancs et nuls     | Blancs et nuls | 758          | 1,8          | 940         | 2,02        |  |
| Exprimés       | Exprimés           | Exprimés       | 41 238       | 98,2         | 45 501      | 97,98       |  |

#### Troisième circonscription (Gex)
|                | Charles Millon sortant réélu | UDF (PR) (URC) | 22 825 | 54,60  |  |  |  |
|                | Juliette Vincen              | PS             | 13 017 | 31,14  |  |  |  |
|                | Ghislaine Jullien            | FN             | 3 270  | 7,82   |  |  |  |
|                | Marcelle Vdovitchenko        | PCF            | 2 692  | 6,44   |  |  |  |
|                |                              |                |        |        |  |  |  |
| Inscrits       | Inscrits                     | Inscrits       | 66 816 | 100,00 |  |  |  |
| Abstentions    | Abstentions                  | Abstentions    | 24 310 | 36,38  |  |  |  |
| Votants        | Votants                      | Votants        | 42 506 | 63,62  |  |  |  |
| Blancs et nuls | Blancs et nuls               | Blancs et nuls | 702    | 1,65   |  |  |  |
| Exprimés       | Exprimés                     | Exprimés       | 41 804 | 98,35  |  |  |  |

#### Quatrième circonscription (Miribel - Villars-les-Dombes)
| Candidat       | Candidat               | Parti           | Premier tour | Premier tour | Second tour | Second tour |  |
| Candidat       | Candidat               | Parti           | Voix         | %            | Voix        | %           |  |
| -------------- | ---------------------- | --------------- | ------------ | ------------ | ----------- | ----------- |  |
|                | Noël Ravassard sortant | PS              | 20 419       | 43,26        | 26 451      | 49,31       |  |
|                | Michel Voisin élu      | UDF (CDS) (URC) | 15 727       | 33,32        | 27 188      | 50,69       |  |
|                | Philippe Hartemann     | FN              | 5 326        | 11,28        |             |             |  |
|                | Bernard Lobietti       | diss. UDF       | 3 028        | 6,42         |             |             |  |
|                | Christian Desmaris     | PCF             | 1 924        | 4,08         |             |             |  |
|                | Alain Coquard          | Divers gauche   | 774          | 1,64         |             |             |  |
|                |                        |                 |              |              |             |             |  |
| Inscrits       | Inscrits               | Inscrits        | 78 850       | 100,00       | 78 835      | 100,00      |  |
| Abstentions    | Abstentions            | Abstentions     | 30 821       | 39,09        | 24 273      | 30,79       |  |
| Votants        | Votants                | Votants         | 48 029       | 60,91        | 54 562      | 69,21       |  |
| Blancs et nuls | Blancs et nuls         | Blancs et nuls  | 831          | 1,73         | 923         | 1,69        |  |
| Exprimés       | Exprimés               | Exprimés        | 47 198       | 98,27        | 53 639      | 98,31       |  |